# Charles Jennens
Charles Jennens (1700 – 20 novembre 1773) est un propriétaire terrien et mécène protecteur des arts anglais.
Il est surtout connu comme librettiste de cinq oratorios de Haendel : Saul (1738), Israel in Egypt (1738), L'Allegro, il Penseroso ed il Moderato (1740), Messiah (1741) et Belshazzar (1744).